# جان رودی
جان توماس گوردون رودی (انگلیسی: John Thomas Gordon Ruddy؛ زادهٔ ۶ مارس ۱۹۹۰) بازیکن فوتبال اهل انگلستان است که سابقهٔ بازی در تیم ملی فوتبال انگلستان را در کارنامهٔ خود دارد. وی در تاریخ ۱۵ اوت ۲۰۱۲ تنها بازی ملی خود را برابر تیم ملی فوتبال ایتالیا انجام داد.